# Euphorbia bagyrensis
Euphorbia bagyrensis är en törelväxtart som beskrevs av Stepanov. Euphorbia bagyrensis ingår i släktet törlar, och familjen törelväxter. Inga underarter finns listade i Catalogue of Life.